# Am Bahnhof (Baruth/Mark)
Am Bahnhof ist ein Wohnplatz im Ortsteil Klasdorf der Stadt Baruth/Mark im Landkreis Teltow-Fläming im Land Brandenburg.

## Geografische Lage
Der Wohnplatz liegt westlich des Ortszentrums und dort unmittelbar an der Bahnstrecke Berlin–Dresden sowie der Bundesstraße 96, die beide in Nord-Süd-Richtung verlaufen. Nördlich befindet sich der weitere Ortsteil Klein Ziescht, östlich Klasdorf, südlich die Stadt Golßen und westlich der Wildpark Johannismühle.

## Geschichte
Die Entstehung des Wohnplatzes hängt eng mit dem Bau des Bahnhofs Klasdorf Glashütte an der Bahnstrecke Berlin–Dresden im 19. Jahrhundert zusammen. Demzufolge erschien der Wohnplatz auch erstmals im Jahr 1891 im Zusammenhang mit Klasdorf, das als „Dorf mit Bahnhof und Chausseehaus“ beschrieben wurde. Vier Jahre später gab es das Dorf mit den Wohnplätzen Am Bahnhof und Bahnhof. Die beiden Wohnplätze wurden nach dem Zweiten Weltkrieg im Jahr 1950 als Wohnplatz Bahnhof zusammengefasst. Mit Wirkung zum 31. Dezember 2001 gelangte der Wohnplatz zusammen mit Klasdorf zur Stadt Baruth/Mark.

## Kultur und Sehenswürdigkeiten
Das Bahnhofsgebäude mit seinem denkmalgeschützten Stationsgebäude von 1907 dient nach einer Sanierung seit Mai 2014 als Musikcafé mit daran angeschlossenen Ferienwohnungen.